# بلسمر (عسير)
مركز بلّسمر أحد مراكز منطقة عسير، ويقع شمال مركز بللحمر وشمال مدينة أبها على مسافة 110 كم. يوجد فيه من الدوائر الحكومية مستشفى عام مركز دفاع مدني ومحكمة وكتابه عدل وبلدية ومركز شرطة وشعبة مرور وسجن عام ومكتب بريد ومكتب تربية بنات ومكتب تعليم ومكتب للسقيا وفرع لوزاره الزراعة والمياه ومركز للهلال الاحمر وفرع لبنك التنمية الزراعي واداره للمراكز الصحيه ومكتب للاوقاف والدعوة والإرشاد ومركز لهيئه الامر بالمعروف والنهي عن المنكر وفرع لمصرف الراجحي والاهلي والعربي . عدد سكان المركز 10778 نسمة.

## الآثار
يوجد في منطقة بللسمر وادي عياء المعروف بخضرته وجداول الماء المتناثرة فيه، وفيه قصور قديمة بنيت من واقع الطبيعة: الحجر، الخشب، الطين، مقاومة للظروف الطبيعية ونجدها حصوناً حصينة لأي ظروف اجتماعية.

## المنتوجاتالزراعية
تعتبر بللسمر بلداً زراعياً من الدرجة الأولى حيث تنتج البر الأسمري والبن، ويباع في سوق اثنين بللسمر المعروف. ونظرا لتشكل واختلاف تضاريسها تزرع فيها محاصيل مختلفة مثل القمح والشعير والذرة والعدس والفواكه والخضراوات بجميع أنواعها، ويتم تسويقها في الأسواق المحلية، وتزخر بها المنطقة عامة والوادي الأخضر بالماوين.

## السياحة في بللسمر
من أهم المنتزهات:
1. وادي عياء
2. وادي خضار «بتشديد الضاد» ويقع في سهول بللسمر ويتميز باتساعه ويكثر فيه الطلعات والرحلات البرية في فصلي الصيف والخريف لكثرة الأمطار فيه في هذين الفصلين.
3. متنزه ومطل خلقة : ويقع في وسط المنطقة، ويضم أعلى جبل في مركز اثنين بللسمر، ويمتاز بجباله الشاهقة وقممه التي تعانق السحاب في منظر خلاب.
4. منتزه ومطل آل حوراء : مطل مرتفع عن بقية الجبال المحيطة به ويشرف على سهول مركز تهامة بللسمر وبللحمر، تهامة ويقع في الشمال الشرقي من الأثنين .
5. منتزة شعف آل خريم : يطل على سفوح تهامة يتميز جوه بالبرودة الشديدة والمنخفضة جدا في وقت الشتاء وكثافة ضبابية وطبيعة خلابة وأشجار العرعر الكثيفة .
6. منتزه حضوة : يقع في القرب من بللسمر ويبعد حوالي 7 كيلو مترات ويمتاز بكثافة الغابات التي تمتد لخمسة كيلو مترات.
7. منتزه الجاضع : يقع جنوب بللسمر ويبعد عن مركز بللسمر 6 كيلو مترات وهو منتزه رائع إذهو جبل تكسوه الخضرة الدائمة وتزينه أشجار العرعر ويطل على مركز بللسمر من الناحية الشرقية ويطل من الناحية الغربية على سهول تهامة بللسمر وجبال ضرم وهادا في تقارن جذاب بين السهل والجبل.